# Pinacoteca comunale di Faenza
La Pinacoteca Comunale di Faenza è stata costituita a partire dal 1797 e aperta al pubblico dal 1879.
Come ha scritto Antonio Paolucci, nella pinacoteca faentina "c'è la storia di una città che è stata una capitale artistica, che ha dialogato con altre capitali, che è arrivata a costruire attraverso una catena di opere e di autori, una sua identità ancora oggi riconoscibile"
Nelle sale espositive sono in mostra opere dal Ducento al Seicento provenienti per lo più da chiese faentine. Molte opere importanti come il San Girolamo di Donatello e la Pala del Beato Bertoni, anonimo di fine '400.
Nel primo salone di ingresso sono esposte alcune importanti opere del Novecento, con sculture di Domenico Baccarini, Ercole Drei, Domenico Rambelli, Angelo Biancini, Auguste Rodin. Un lato del salone è occupato da pitture di Domenico Baccarini, con una qualificata selezione di opere dell'artista faentino morto nel 1907.
Dal 2011 sono esposte in due apposite sale anche le opere della Collezione Bianchedi Bettoli / Vallunga con importanti capolavori di maestri italiani del Novecento, tra cui Giorgio De Chirico, Alberto Savinio, Gino Severini, Mario Sironi, Carlo Carrà, Giorgio Morandi e Massimo Campigli.

## Storia
La Pinacoteca Comunale è il più antico istituto museale faentino e uno dei più antichi nella Regione Emilia-Romagna: nacque nel 1797, quando il Comune di Faenza acquistò la collezione di opere d'arte di Giuseppe Zauli. Nello stesso anno iniziò l'acquisizione di dipinti provenienti dai conventi e dalle chiese soppressi in forza delle leggi napoleoniche.
A seguito del continuo incremento delle raccolte, la Pinacoteca venne regolarmente aperta al pubblico nel 1879, nell'ex convento dei Gesuiti. Da allora, e fino ai nostri giorni, il patrimonio artistico è stato notevolmente aumentato da ricche donazioni di privati, da depositi di Enti pubblici, dai reperti archeologici emersi a seguito delle attività edilizie.

## Sezione antica
La Sezione Antica presenta un'ampia panoramica d'arte e storia dall'età romana al secolo XVIII: mosaici, lapidi, sculture ed epigrafi romane ed altomedievali.
La parte più consistente e qualificata delle raccolte è costituita da dipinti e sculture che consentono di percorrere cinque secoli d'arte faentina e italiana. I fondi del '200 e '300 sono ridotti, ma di grande valore. Ben più ampio è il panorama offerto dalle opere del '400 e '500; oltre alle tavole tardogotiche, grande rilievo occupano gli artisti che hanno diffuso il Rinascimento a Faenza: Biagio d'Antonio, Giovanni Battista Bertucci il Vecchio, Marco Palmezzano, Donatello, Antonio Rossellino e il Maestro della Pala Bertoni.
Imponente è la raccolta di pale d'altare del Cinquecento e Seicento "emigrate" dalle chiese di Faenza: documentano la vitalità della cultura artistica nell'ambito del manierismo che culmina in Ferraù Fenzoni, l'artista che fa da ponte verso il secolo barocco. Tra queste una tavola con la Madonna con Bambino, i Santi Pietro e Paolo, gli Evangelisti Marco e Luca e San Domenico di Antonio Liberi da Faenza, l'unica opera del pittore nella sua città natale, proveniente dalla chiesa di San Domenico, databile nei tardi anni venti del Cinquecento. Fra i nuclei tematici di maggiore spicco: le nature morte di Recco, Ruoppolo, Boselli, Resani, Magini e Levoli, con i quali si entra nel secolo XVIII. Di questo periodo sono i Paesaggi, le Battaglie, i dipinti di genere, spesso anonimi, talvolta di artisti notevoli: A. Locatelli, S. Orlandi, G. Bucci e F. Guardi.

## Galleria d'arte moderna

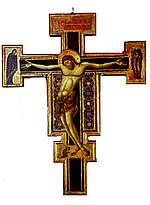
Crocifisso ligneo del Maestro dei Crocifissi francescani (sec. XIII)

Il primo nucleo della Galleria d'Arte Moderna si costituisce nel 1879, allorché F.Argnani si preoccupò di inserire nel percorso espositivo anche alcune opere di autori contemporanei. Nei decenni successivi - grazie ad acquisti e soprattutto a donazioni sempre più numerose - i fondi di pittura e scultura dell'800 e '900 sono cresciuti a tal punto da porre il problema di spazi espositivi adeguati.
I fondi sono raggruppati per scuole e tendenze storico-stilistiche: Neoclassicismo e Purismo (F. Giani, M. Sangiorgi, T. Minardi, P. Piani, G. Landi); Romanticismo e Realismo (R. Liverani, M. D'Azeglio, V. Hugo, G. Fattori, A. Berti, T. Dalpozzo ed altri comprimari di interesse locale). Di recente acquisizione alcuni dipinti di scuola francese dell'800, a cui si affiancano le due sculture di Auguste Rodin.
Di straordinario rilievo il fondo delle opere di Domenico Baccarini, il protagonista dell'intenso rinnovamento artistico dei primi anni del '900, e dei suoi amici e coetanei (il Cenacolo Baccarini), che ne prolungarono per più di mezzo secolo la lezione innovatrice.

## Gabinetto disegni e stampe
Già il nucleo settecentesco iniziale della Pinacoteca, comprendeva una consistente raccolta di stampe e disegni. Da allora il fondo di grafica è aumentato fino a raggiungere dimensioni notevoli, quantificabili in più 10.000 fogli. Sono presenti i nomi più alti dell'incisione europea, da Albrecht Dürer fino ai contemporanei.

## Collezione Bianchedi Bettoli/Vallunga
Dal 2010 è entrata a far parte delle collezioni della Pinacoteca una importante raccolta di opere d'arte del Novecento Italiana.
Gli artisti presenti in questa collezione, composta da una quarantina di quadri e pervenuta grazie alle volontà testamentarie di Augusto Vallunga e alla concorde disponibilità della moglie Maria Grazia Bianchedi Bettoli, sono numerosi. Di particolare rilievo si segnalano opere di Giorgio De Chirico (Le rive della Tessaglia, 1926), Giorgio Morandi (Natura morta, 1953), Carlo Carrà (Marina a Forte dei Marmi, 1940), Massimo Campigli (Scalinata, 1955), Alberto Savinio (L'Astrologue meridien, 1929), Mario Sironi (Periferia, 1948), Gino Severini (Natura morta con ruderi e pesce, 1930).
Nelle due sale della Pinacoteca riservate alla collezione troviamo poi esposte anche opere di Felice Casorati, Filippo De Pisis, Salvatore Fiume, Franco Gentilini, Mino Maccari, Mario Mafai, Giuseppe Migneco, Ennio Morlotti, Giulio Turcato, Renato Paresce.

## Sale espositive
La Pinacoteca occupa una parte dell'edificio seicentesco di Santa Maria dell'Angelo già sede dei Gesuiti a Faenza e ora denominato Palazzo degli Studi.
Su una superficie complessiva di circa 1.150 metri quadrati suddivisa in dieci diverse sale sono esposte duecento opere circa.
A partire da testimonianze duecentesche, come la Croce del Maestro dei Crocifissi francescani, nel percorso di visita si possono ammirare principalmente opere del Quattrocento e del Cinquecento con veri e propri capolavori del Rinascimento italiano come il San Girolamo di Donatello, il San Giovanino già citato dal Vasari nelle sue storie, le opere di Biagio d'Antonio di Firenze, artista che lavorò anche nella Cappella Sistina, di Marco Palmezzano e dei Bertucci. Per il Seicento particolarmente importanti sono le opere di Ferraù Fenzoni e alcuni ritratti raccolti nella Sala del Magistrato.
Nell'ampio Salone di ingresso sono in mostra, due eccezionali sculture di Auguste Rodin, opere di Domenico Baccarini e sculture del Novecento faentino di artisti come lo stesso Baccarini, Ercole Drei, Domenico Rambelli, Angelo Biancini e Domenico Tampieri.

## Riallestimento e riapertura della Pinacoteca di Faenza (2021)
Sabato 11 dicembre 2021 riapre la Pinacoteca di Faenza, al termine di un anno caratterizzato per tanta parte dai segni tristi della pandemia e dopo una lunga chiusura durante la quale si è svolto un prestigioso intervento di riallestimento ed una innovata ridefinizione di molti degli spazi espositivi del museo.
Il nuovo progetto è impostato su una grande attenzione al visitatore ed ai canoni espositivi che oggi vengono maggiormente apprezzati anche nei più rinomati contesti metropolitani, che offre nuove opportunità per una visita decisamente rinnovata nel segno di una grande attenzione alla valorizzazione delle opere, nell’obiettivo dichiarato di metterne in luce tutta l’intrinseca preziosità e di restituire alla visita la sua magica qualità esperienziale.